# Kloster St. Burchardi (Halberstadt)

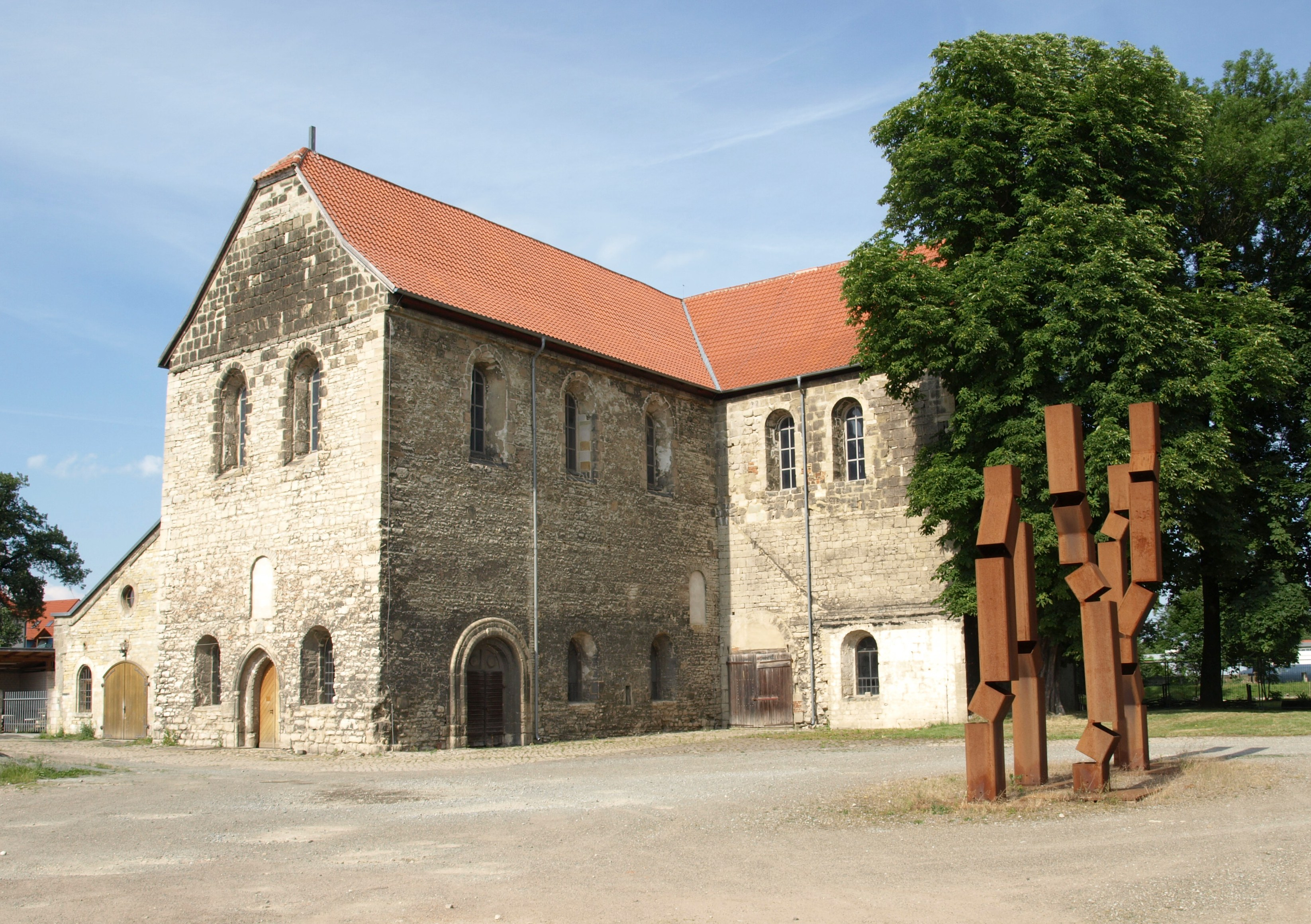
St.-Burchardi-Kirche zu Halberstadt mit der Metallskulptur von Johann-Peter Hinz

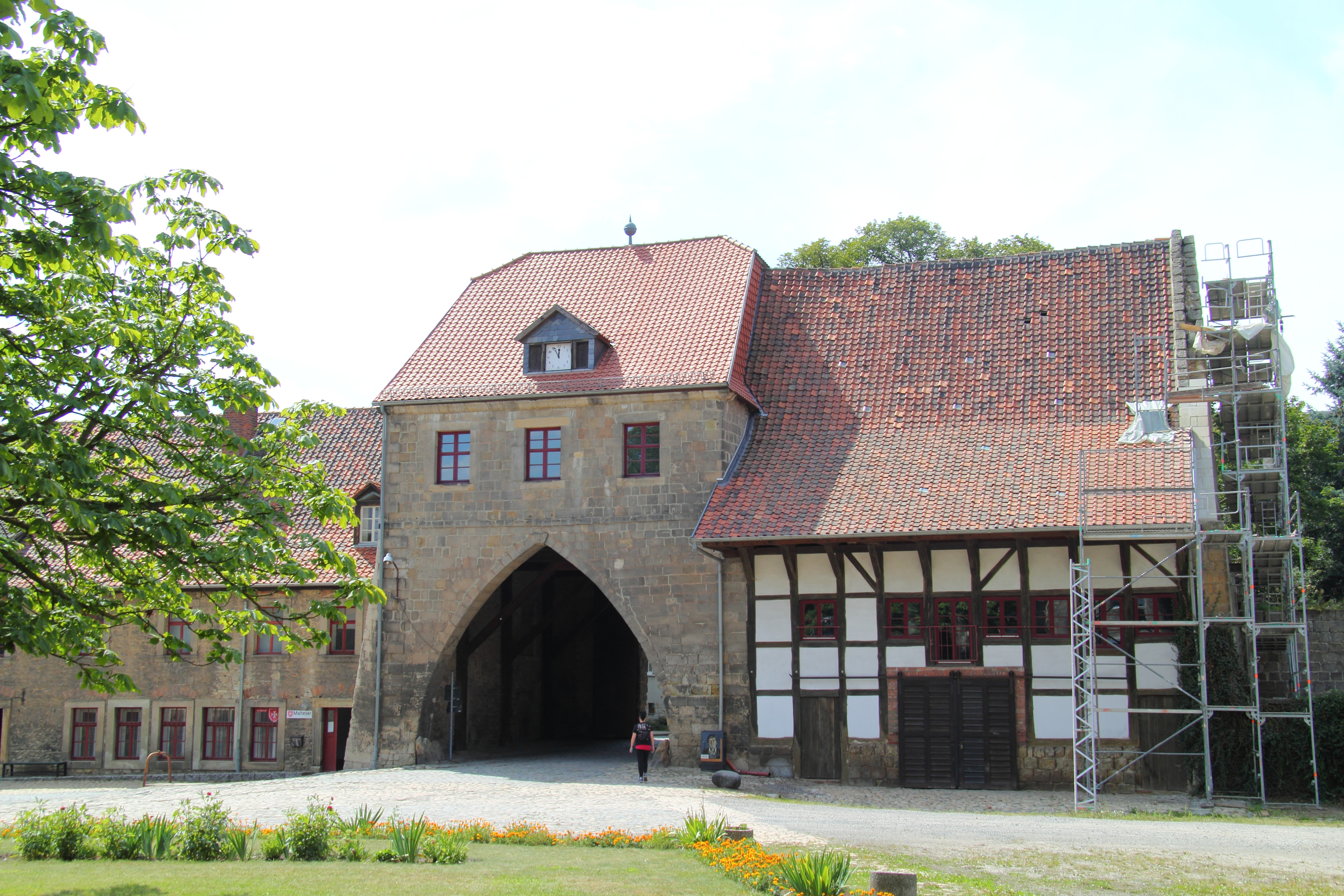
Tor der Klosteranlage vom Innenhof aus gesehen

Das Kloster St. Burchardi (ursprünglich Kloster St. Jacobi) ist ein ehemaliges Kloster der Zisterzienserinnen in Halberstadt in Sachsen-Anhalt.

## Geschichte

### Von der Gründung bis zur Aufhebung
Bischof Burchard I. von Halberstadt ist der Namensgeber des Klosters: Er weihte 1036 die Kapelle St. Nikolai ein. Nach dem Abbrand des Domes im Jahr 1060 wurde er in dieser Kapelle beerdigt, die wesentlich später Teil der Klosteranlage wurde. 1186 zogen die Prämonstratenser dort ein. Sie wurden bald durch Templer ersetzt, die hier eine Kommende stifteten. 1206 siedelten die Templer in das Kloster St. Thomae am Breiten Tor um, woraufhin die Zisterzienserinnen das Kloster 1208 übernahmen. Wegen Überbelegung gingen mehrere Nonnen in der Mitte des 13. Jahrhunderts in das Kloster Adersleben.
Während des Dreißigjährigen Krieges wurde das Kloster 1631 und 1632 geplündert, in einem Fall die Äbtissin und Nonnen von den Schweden verschleppt. Ferner ereigneten sich im 18. Jahrhundert drei Überschwemmungen. Mit teilweise großen Beeinträchtigungen verbunden, traten von der Holtemme ausgehende Überschwemmungen der Gebäude und Hofstelle, wie auch der Klosterkirche, in den folgenden Jahren noch öfter auf. Auch etliche Brandkatastrophen ereigneten sich.
Im Zuge der Säkularisation ist das Kloster aufgehoben und am 1. Oktober 1810 auf Beschluss der Behörden des Königreichs Westphalen verkauft worden.

### Entwicklung nach der Säkularisation
Seit dem Verkauf des Klosters 1810 unterlagen sein Gesamtgelände und die dazugehörigen Gebäude einer wechselvollen Geschichte.
Spricht man heute vom Kloster St. Burchardi, vom Burchardi-Kloster, von St. Burchard, vom Kloster, so wird meist nur noch an den um die inzwischen stillgelegte Hofstelle zusammen mit der Kirche gruppierten Gebäudekomplex gedacht. Es ist das ursprüngliche Zentrum des Klosters und nimmt einen nur noch kleinen, in der südwestlichen Ecke angesiedelten Teil des ursprünglich viel größeren Klostergeländes ein. Gelegen an der Nordseite der Holtemme, zeigte sich dieser engere Bereich gänzlich eingeschlossen, zum Westen hin durch die Klostergebäudeanlage mit dem Torgebäude und in dessen Verlängerung zum Norden und gegen Norden und Osten hin innerhalb des großen Geländes durch eine fest gefügt Mauer aus Feldsteinen.
Das Gesamtterrain des ursprünglichen Klostergeländes ist kaum noch nachvollziehbar. Es bot genug Raum für den Anbau von Garten- und Feldfrüchten und die Anpflanzung von Obstbäumen für die Eigenversorgung des Klosters. Seine Ausdehnung von Westen nach Osten hatte es an der Nordseite der Holtemme. Gegen Westen in Verlängerung der vorhandenen Eingrenzung nach Norden und gegen die zwei weiteren Himmelsrichtungen errichtete man eine ebenfalls sehr solide Mauer. Entlang der Außenseiten dieser Einfriedigung siedelten sich schließlich Bauern, Handwerker und das sogenannte „einfache Volk“ an. An der heutigen Situation festgemacht, entstanden die Straßenzüge Am Burchardikloster und Burchardistraße im Westen, Huystraße im Norden und Gröperstraße im Osten.
Ob der noch erhaltene Kirchenbau auf dem Gelände des außerhalb der Stadtmauer von Halberstadt am nördlich Ufer der Holtemme gegründeten Klosters der Ersatz oder die Vergrößerung der vom Bischof Burchard I. erbauten Thomaskapelle Im Gestrüpp der Holtemme gewesen ist, kann nicht nachgewiesen werden. Die romanische Kirche weist einen selten zu findenden rechteckig kreuzgratgewölbten Umgangschor auf. Sie soll auf der Westseite einen kleinen Turmaufsatz und eine Dacheindeckung aus Kupferblech gehabt haben. Auch die Seitenschiffe der ehemals dreischiffigen Kirche sind nicht mehr komplett erhalten geblieben.
Ab 1850 entstand im östlichen Bereich des Klostergeländes die zunächst privatrechtlich geführte Zuckerfabrik Gut St. Burchard in Anbindung an die Gröperstraße. Im Zeitraum ihres Weiterbestehens änderte sich ihr Firmenname mehrfach und sie firmierte schließlich nach ihrem Gründer, Ferdinand Heine I., benannt als Zuckerfabrik Ferdinand Heine OHG Halberstadt. Sie erfuhr bis 1945 umfangreiche Um- und Erweiterungsbauten und einen hohen Grad an damals möglicher technischer Ausrüstung, hatte einen entsprechend hohen Wirkungsgrad und agierte als eigenständiges, vom Kloster unabhängiges Unternehmen der Zuckerindustrie als Rohzuckerproduzent. Die Fabrik ist nach 1945 bis zu ihrer Stilllegung noch einige Jahre unter dem Firmennamen Zuckerfabrik Halberstadt weiter betrieben worden.
Das zuletzt als Choleralazarett in den Freiheitskriegen gegen Napoleon genutzte alte Wohnhaus, ein einfacher Fachwerkbau, ist durch ein Feuer vernichtet und bald durch einen repräsentativen Neubau als Gutshaus ersetzt worden. Gegen Ende der 1920er Jahre erhielt es an seiner Nordseite einen Treppenhausanbau. Die weiter zugefügten Anbauten an seinen West- (Hof-) und Ost- (Garten-)Seiten entstanden in der Mitte der 1930er Jahre. Anfang der 1940er Jahre wurde die bis dahin aus einer Schieferdeckung bestehende Dachdeckung gegen eine aus schieferfarbenen Biberschwanz-Schindeln ausgetauscht. Im Zuge einer Sanierungsmaßnahme gegen Ende der 1980er Jahre erhielt das Gebäude eine Dacheindeckung aus geschwungenen Dachpfannen. Dabei verlor es die alten, aus Sandstein gefügten und verzierten Schornsteinköpfe.
Ferdinand Heine senior erwarb im Oktober 1836 zunächst zusammen mit seinen zwei Brüdern das Kloster als landwirtschaftlichen Betrieb mit rd. 90 ha Äckern und Wiesen. Später wurde er Alleineigentümer. Die für die Region bedeutende Familie Heyne/Heine besaß u. a. Gutsbesitz in Gröningen mit dem Vorwerk Heynburg, ferner in Hakeborn, außerdem das Kloster Hedersleben.
Die von Ferdinand Heine zusammengetragenen Vogelsammlung, bestehend aus rund 7000 Exemplaren, rund 5000 Bälgen und einer Vogeleiersammlung, war im Raum über dem Hoftor des Klosters untergebracht. Der Gründer der Sammlung, Ferdinand Heine senior, war ein von der Fachwelt hoch anerkannter Privatornithologe und Verfasser vieler Fachbücher. Im Rahmen einer Stiftung in 1907 wurde die Sammlung von seinem Erben, Ferdinand Heine junior, an die Stadt Halberstadt übergeben und damals als eine der größten Vogelsammlungen Deutschlands in einem Seitenflügel des Städtischen Museums, im Museum Heineanum am Domplatz, untergebracht, weiter ausgebaut und ist noch heute in wechselnden Ausstellungen zu besichtigen.
Der Betrieb erfuhr über die Zeit eine dem Stande der jeweiligen Entwicklung entsprechende Modernisierung. Die Wirtschaftsfläche vergrößerte sich langsam auf rund 780 Hektar. Der Betrieb bestand bis 1945 über drei Generationen in der Familie, zuletzt unter Otto Heine, als privatrechtlicher Landwirtschaftsbetrieb. Die Gebäude des ehemaligen Klostergeländes einschließlich der St. Burchardi-Kirche wurden in dieser Zeit in landwirtschaftlicher Nutzungen als Scheunen, Lagerschuppen, Stallungen, Werkstätten und Brennerei, in kleineren Gebäudebereichen auch als Verwaltungs- und Wohnraum verwendet.
Das Burchardi-Kloster wurde bei dem Bombenangriff, den die US-Luftwaffe gegen Ende des Zweiten Weltkrieges noch am 8. April 1945 auf Halberstadt flog, nicht in Mitleidenschaft gezogen. Dagegen ist bei dem Angriff der fast ganze Innenstadtbereich, reines Wohn- und Geschäftsgebiet, vernichtet worden. Nachdem schon in der Kriegszeit das Kloster Heimstatt für einige Kriegsflüchtlinge geworden war, diente es nun auch vorübergehend als Anlaufstelle von etlichen Bombenflüchtlingen, die nicht mehr als ihr Leben retten konnten. Unter anderem im Gutshaus und in den Verwaltungs- und Wohnräumen der Gutsangestellten wurden durch die Initiative der Gutsverwalterfamilie Strohschütten mit Wolldecken für die Unterbringung der Menschen eingerichtet und die Verpflegung nach den gegebenen Möglichkeiten bereitgestellt.

### Die Zeit nach dem Zweiten Weltkrieg
Mitte April 1945 besetzten US-Kampftruppen Halberstadt und zogen auch in das Klostergelände ein. Hof und Garten dienten zum Einstellen von Transport- und Kampfgerät, das Gutshaus als Mannschaftsunterkunft. Anfang Juli 1945 zogen die US-Truppen aus dem von ihnen besetzten Teilen der Provinz Sachsen-Anhalt ab und es folgten sowjetische Truppen als Besatzungsmacht.
Die sowjetischen Besatzer verlangten unter anderem die entschädigungslose Enteignung der Großgrundbesitzer und deren Vertreibung. Von der deutschen Administration ist dies mit der Verordnung über die Bodenreform in der Provinz Sachsen-Anhalt vom September 1945 zügig durchgesetzt worden. Nach der entschädigungslosen Enteignung seines Gesamtvermögens (Klostergut St. Burchard, Anteile an der Vogelsammlung Museum Heineanum, private und betriebliche Bankguthaben und Anteile an der Zuckerfabrik Ferdinand Heine OHG Halberstadt) verließ der Eigentümer Ende November 1945 sein Gut. Der landwirtschaftliche Betrieb wurde vom ehem. Gutsverwalter nach Enteignung des Eigentümers im Auftrage der deutschen Administration weiter aufrechterhalten.
Mit der Umsetzung der Bodenreform wurden Teile der landwirtschaftlichen Nutzflächen aufgesiedelt und das Restgut nach Zusammenlegung mit anderen Wirtschaftsflächen in ein Volksgut umgewandelt. Es bestand als eines der wenigen in der DDR erfolgreich wirtschaftenden volkseigenen Güter bis Ende der 1970er Jahre. Die vormals am Rande von Halberstadt gelegene Hofstelle wurde durch die urbane Entwicklung von Halberstadt ein Teil der Stadt. Sie ließ sich als landwirtschaftlicher Betrieb nicht mehr ohne Belästigung der Anlieger führen. Zudem vergrößerten sich die Anfahrten zu den zugehörigen Ländereien.
Mit der Betriebsauflösung gingen Hofstelle und Gebäudesubstanz vom Burchardikloster an die Stadt über. In diesem Zeitraum wurde das Gelände unter anderem von der Stadtwirtschaft, einem Anlagenbauer, das Gutshaus von Fachschulen als Internat und Teile des Geländes von dem angrenzenden Heizkraftwerk benutzt, zerstört bzw. dem Verfall preisgegeben. Umfangreichere Gebäudeteile der Klosteranlage und der Großteil der das ursprüngliche Gesamtgelände des Klosters, auch den engeren Klosterbereich, umfassenden Einfriedungsmauern sind in der Zeit von 1945 bis zur Wiedervereinigung 1990 abgetragen worden.

### Entwicklung nach der deutschen Wiedervereinigung

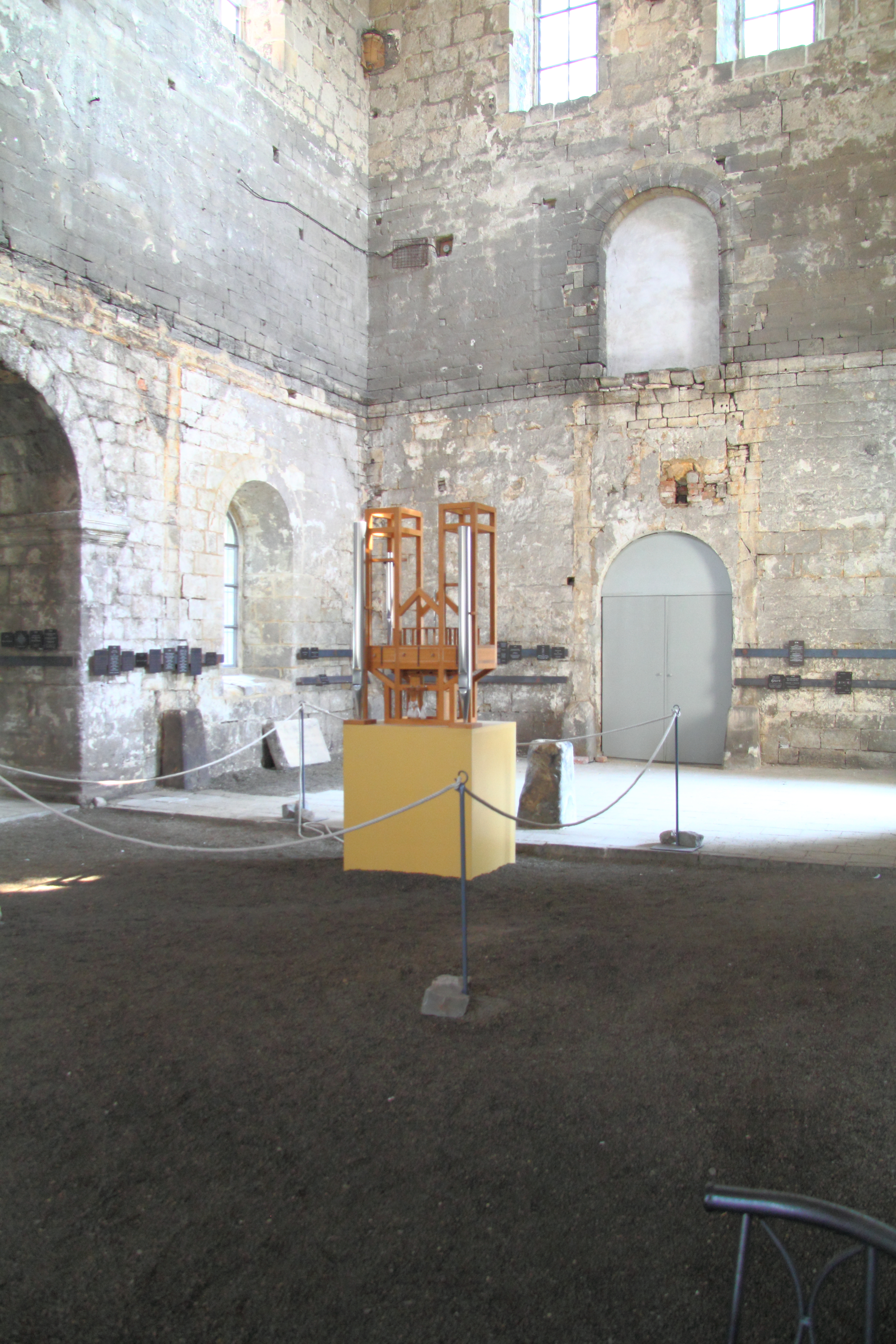
Orgelaufbau in der Klosterkirche im August 2015

Nach der deutschen Wiedervereinigung rückte ab Mitte der 1990er Jahre das ehemalige Kloster- und Gutsgelände wieder in das Interesse der Stadt. Als erste Maßnahme wurde der bis dahin als Gärtnerei genutzte Bereich des Burchardi-Klosters von der Stadt an einen Investor verkauft und mit einer Reihenhausanlage Küchengarten bebaut. Weiter sind der romanische Kirchenbau gereinigt, Mauerwerk ausgebessert, das Gebäude durch eine neue Dacheindeckung vor Wind und Wetter geschützt, neue Fenster eingesetzt und die Kirche somit zumindest in der Substanz gesichert worden. Ferner wurde im Rahmen des John-Cage-Projektes eine Hüfken-Orgel eingebaut. In der romanischen turmlosen Basilika mit dem seltenen rechteckigen Umgangschor wird seit 2001 John Cages Orgelstück ORGAN²/ASLSP aufgeführt, dessen Gesamtdauer 639 Jahre betragen wird.
An der Nordseite der Kirche und in einem Teil des dort angeordneten Seitenschiffes hat sich seit der Wiedervereinigung ein Steinmetzbetrieb niedergelassen.
Seit 1995 befindet sich das Kolping-Bildungswerk mit einem Berufsförderungszentrum auf dem Gelände. Unter anderem durch diese Nutzung ist die schrittweise Wiederinstandsetzung und Nutzung großer Gebäudeteile sowie des Hofes erfolgt.
Auf dem Gelände der Zuckerfabrik, im Bereich des früheren Kohlenlagers, ausgedehnt auch auf einen Geländeanteil des Klosters, errichtete man ein leistungsfähiges Kohle-Heizkraftwerk für die Wärmeversorgung von alten und neu geschaffenen Wohngebieten der Stadt. Nach der Wende 1990 waren auch dessen Tage gezählt. Große Teile der Fabrikgebäude, Nebengebäude, Rübenzwischenlager, Schlammteich, Gleisanlagen und Schuppen sind abgerissen. Ein kleines Gas-Heizkraftwerk ist neu an anderer Stelle errichtet. Ein Hotel, Firmen und ein Sportzentrum haben sich mit ihren Gebäuden angesiedelt. Filterturm, Kesselhaus und Siedehaus der Fabrik sind äußerlich erhalten und umgebaut zu einem Großkino. Das ebenfalls noch vorhandene alte Bürohaus, in den Anfängen der Fabrik als Produktionsstätte errichtet, beherbergt nun eine Gaststätte. Das in der Mitte der 1930er Jahre an der Gröperstraße erbaute Büro- und Gefolgschaftshaus ist Sitz einer Firma.
Das Kloster beteiligt sich seit 2008 am Harzer Klostersommer.